# Anelosimus iwawakiensis
Anelosimus iwawakiensis är en spindelart som beskrevs av Yoshida 1986. Anelosimus iwawakiensis ingår i släktet Anelosimus och familjen klotspindlar. Inga underarter finns listade i Catalogue of Life.